# Adrian Enache
Adrian Enache (n. 12 iunie 1966, Galați) este un solist vocal și cântăreț român de muzică pop și show-man.

## Biografie
A urmat cursurile Școlii nr 6 și liceul Alexandru Ioan Cuza din Galați. Este absolvent al Institutului Politehnic, secția Metalurgie având diplomă de inginer. Urmează cursurile Școlii Populare de Artă, clasa Mihaela Runceanu-Ionel Tudor după ce cinci ani a fost solistul formațiilor rock Phoebus și 6200 din orașul natal. La Phoebus este coleg cu cunoscutul chitarist Nicu Patoi.
Înainte de a se apuca de muzică Adrian joacă fotbal făcând parte chiar din lotul de juniori al României în 1976. La sugestia părinților săi lasă ghetele și pune mâna pe carte însă muzica se dovedește o adevărată pasiune care-i acaparează întreaga atenție. Era încă solist la Phoebus când a primit oferta băieților de la Compact pentru a deveni solistul lor vocal pentru că Paul Csucsi plecase pentru o perioadă în America. Refuză oferta fiind în primul an la facultate și își vede de carte dar și de proiectele muzicale împreună cu gălățenii lui.
Întâlnirea cu Mihaela Runceanu îi schimbă viața pentru că la solicitarea ei Adrian urmează cursurile Școlii Populare de Artă la clasa sa.
În 1989 participă la festivalul Mamaia dar este descalificat pentru că are un stil neobișnuit pentru ce ceea impunea regimul de atunci. Un an mai târziu, după căderea regimului comunist, solistul își încearcă din nou norocul și obține locul al II-lea la secțiunea Interpretare după regretata Laura Stoica.

## Apariții muzicale
În anul 1992 este deja curtat de televiziune pentru că melodia „Moartea mea e dragostea” încredințată lui de către Dani Constantin devine un hit. Regizorul TVR s-a deplasat personal la Galați unde locuia Adrian ca să filmeze videoclipul piesei. Melodia a fost inclusă în acel an pe o compilație alături de alți artiști în vogă la vremea aceea.
Urmează o perioadă bună pentru artist cu participări numeroase la emisiunile radiofonice și de televiziune.
În 1994 lansează împreună cu Monica Anghel, Vlad Fugaru și Aurelian Temișan imnul Campionatului Mondial de Fotbal pentru echipa națională intitulat „Să fii cel mai bun”.
Anul 1996 este cu-adevărat prolific pentru cariera sa. Participă la secțiunea Șlagăre a festivalului „Mamaia” cu piesa „Totul e o loterie”. Este invitat în recitalul pe care Elena Cârstea l-a susținut în același an pe scena festivalului „Cerbul de aur” și participă chiar în festival. Este anul în care își lansează primul album sub egida Intercont Music, ocazie cu care presa de specialitate l-a numit sex-simbolul muzicii românești. Odată cu lansarea primului sau disc, Adrian lansează în premieră șampania care-i poartă numele, iar scriitoarea Arina Avram scrie prima carte care-l are ca personaj principal pe interpret. Cartea se numește „A alerga după o stea”.
Este din ce în ce mai apreciat pentru dinamismul aparițiilor scenice, fapt pentru care în breasla muzicală i se mai spune și „copilul teribil al muzicii românești”.
În 1997 Adrian Enache obține locul al II-lea la festivalul Internațional „Pamukalle” din Turcia iar un an mai târziu este invitat în recital la același festival și cântă în deschiderea concertelor Diana Ross și Tom Jones. Nu este pentru prima dată când Adrian se întâlnește cu idolul său, Tom Jones. În 1996 la festivalul „Cerbul de Aur” ciocnește chiar un pahar de șampanie cu celebrul cântăreț care l-a apreciat pentru calitățile sale deosebite. În acel an au cântat împreună, la lansarea primului album a lui Adrian Enache, o bucată din refrenul celebrei „Delilah”.
În 1998 participă alături de Marina Florea, Sanda Ladoși, Daniel Iordăchioaei și Aurelian Temișan la selecția națională a concursului Eurovision cu piesa „E, e, e iubire”. Melodia devine unul din șlagărele anului fiind intens solicitată la majoritatea posturilor de radio din țară. În același an câștigă trofeul la festivalul „Cântecului de Dragoste”. Aceeași piesă participă la secțiunea Șlagăre de la festivalul Mamaia. În același an Adrian intră în concurs cu cea de–a doua piesă la Șlagăre intitulată „Ești o simplă amintire”, pe muzica lui Viorel Gavrilă.
În 1999 Adrian Enache lansează cel de-al doilea album intitulat sugestiv „Nebun după Fe.Me.i” pentru care colaborează cu Adrian Ordean, 1Q Saphro, Dan Teodorescu de la Taxi etc. Este declarat solistul anului pentru acest album. O parte din piesele albumului sunt difuzate chiar și pe posturile de radio private. În același an participă la secțiunea Creație de la festivalul național Mamaia cu piesa „Viață de artist” pe muzica lui Ionel Tudor. Susține în același an un recital pe scena aceluiași festival alături de Monica Anghel, Mirabela Dauer și Daniel Iordăchioaei.
În 2000 participă din nou la secțiunea Creație de la festivalul Mamaia cu piesa „De azi îți promit” pe muzica lui Adrian Romcescu. În același susține recital alături de regretata Laura Stoica, după zece ani de la debut.
În 2001 Adrian Enache obține premiul pentru cea mai bună voce masculină și locul al III-lea la Festivalul Internațional „Vocile Asiei” din Kazahstan. În același an lansează un nou album, dar de data aceasta în colecție privată. Albumul se intitulează „My favourite songs” și cuprinde o colecție cu cele mai îndrăgite ever-greenuri dar și piese din repertoriul propriu.
În 2002, Adrian Enache dă lovitura la Festivalul Național Mamaia câștigând trofeul cu melodia „O singură noapte” pe muzica lui Andrei Kerestely. Este anul în care casa producătoare Roton îi propune o schimbare totală de look, lucru acceptat de solist. La finele anului lansează cel de-al 4-lea album din carieră intitulat „O singură noapte”.
Adrian Enache este director artistic la Complexul Orizont din Predeal unde realizează în fiecare an programul artistic de sărbători. Johnny Logan este doar unul dintre invitații de marcă pe care Adrian i-a avut într-un an de Revelion.
În 2006 două cărți lansate îl au ca personaj principal pe Adrian Enache. Este vorba despre partea a doua a cărții lansată în 1996, intitulată de data aceasta „Ispita”, scrisă de aceeași Arina Avram. Cea de-a doua carte se numește „Bucate cu dragoste” și este o carte de bucate scrisă de bucătarul Jakob Haussmann. Fotografia lui Adrian apare pe coperta cărții fiind numit de către autorul ei nașul acestei cărți.
Din anul 1999 Adrian Enache este angajatul Teatrului Constantin Tănase din București. Își face debutul în acest teatru cu muzicalul „Nota 0 la purtare” în care joacă alături de Aurelian Temișan.
Adrian Enache se bucură de susținerea mai multor Fan-cluburi din țară.

## Piese din repertoriu
- „E o nebunie”, (Mihai Constantinescu)
- "Spune-mi dacă" (Dragoș Docan)
- "N-am ce să fac (Dragoș Docan), feat. Aurelian Temișan & Daniel Iordăchioaie
- „Trenul cu roți albastre”, (Viorel Gavrilă)
- „Dac-aș fi”, (Viorel Gavrilă)
- "Greu de ucis", (Dragoș Docan)
- „Ești o simplă amintire” (Viorel Gavrilă)
- „Nu mai vreau să fiu cu tine” (Cornel Fugaru)
- „Mă întunec încet către noapte” (Cornel Fugaru)
- „Nu, nu, nu” (Elena Cârstea)
- ”D.C nu mă lași să te iubesc” (Dan Teodorescu)
- „E atât de bine” (Papa jr)
- „Așa că…ne distrăm” (Papa jr)

## Premii

### Rock
- „Interferențe rock”, Târgu Mureș,
- „Constelații rock”, Râmnicu Vâlcea,
- „Ancora de aur”, Mangalia, etc.

### Pop
- 1990 – Premiul al II-lea la Festivalul Național Mamaia
- 1993 – Câștigă trei ani la rând titlul de cel mai bun solist la festivalul teatrelor de revistă.
- 1997 – Premiul al II-lea la Festivalul Internațional „Pamukalle” din Turcia
- 1998 – Trofeul festivalului „Cântecul de dragoste” pentru piesa „E,e,e iubire”
- 1999 – Trofeul „Triunghiul muzical al bermuzilor pentru cea mai frumoasă prietenie muzicală pentru Adrian Enache, Aurelian Temișan și Daniel Iordăchioaei.
- 1999 – Titlul de cel mai bun solist al anului pentru albumul „Nebun după Fe.Me.I”
- 2001 – Premiul pentru cea mai bună voce masculină și locul al III-lea la Festivalul Internațional „Vocile Asiei” din Kazahstan
- 2002 – Trofeul Festivalului Național „Mamaia” pentru piesa „O singură noapte”

## Albume
- 1996 – „E o nebunie”, produs de Sfinx Experience CDA și distribuit de Intercont Music.
- 1999 – „Nebun după Fe.Me.I”, produs de Intercont Music
- 2001 – "My favourite songs”, produs în colecție privată cuprinde ever-greenuri dar și piese din repertoriul propriu.
- 2002 – „O singură noapte”, produs de Roton